# Шкідництво

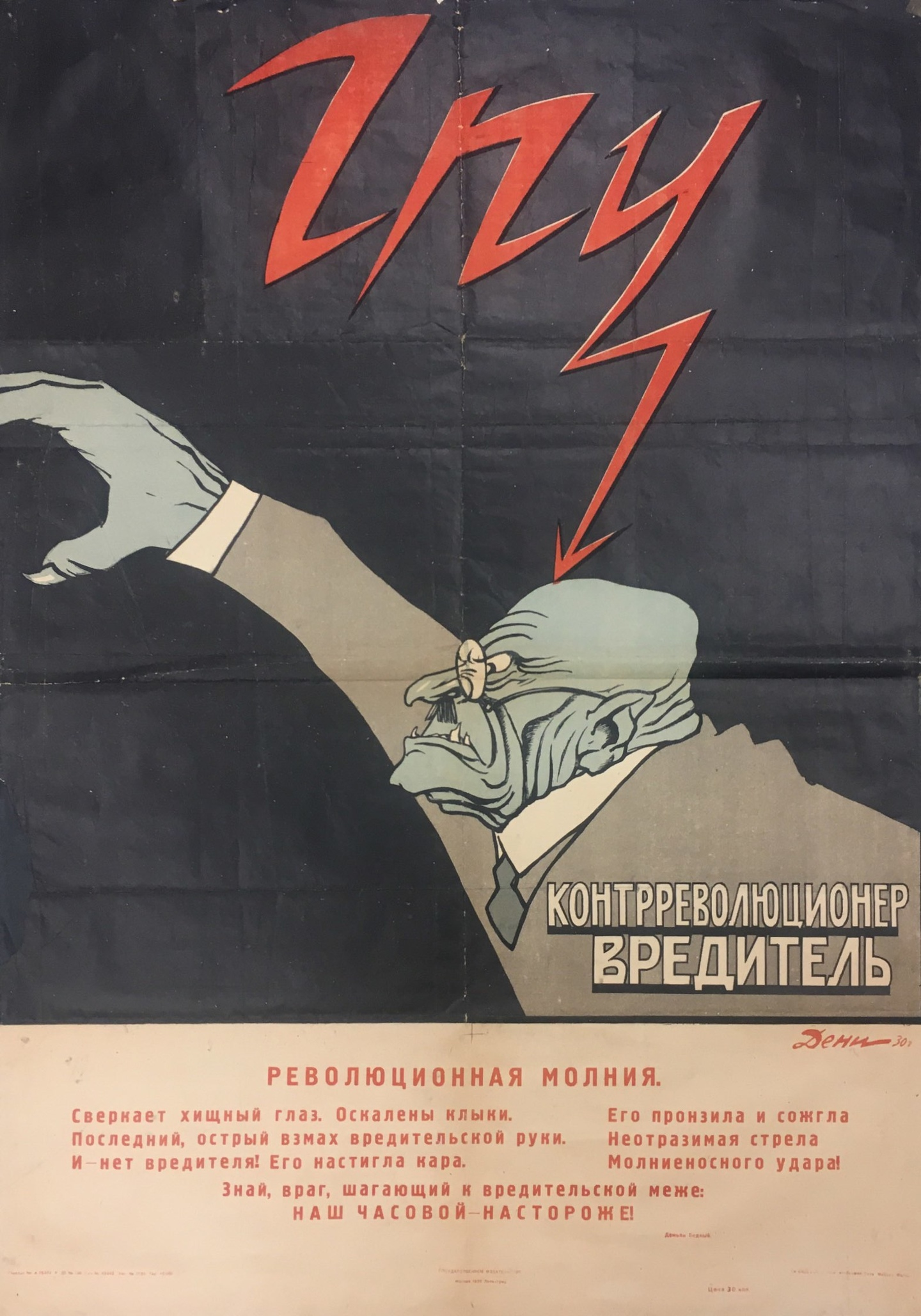
«Контрреволюціонер-шкідник», якого вражає «революційна блискавка» ДПУ. Плакат СРСР, 1930 р.

Шкідни́цтво (рос. вред́ительство) — пропагандистське та юридичне поняття в тоталітарних державах XX ст. Існувало як в СРСР, так і нацистській Німеччині, де означало різноманітні дії, спрямовані проти держави, особливо працівниками державних підприємств, установ і організацій. За часів «побудови соціалізму» в СРСР означало державний злочин нарівні з такими злочинами, як саботаж, диверсія, контрреволюція, шпигунство, збройне повстання тощо.

## В СРСР
За радянським законодавством (стаття Кримінального кодексу 60, «Особливо небезпечні державні злочини»), шкідництво — це «дія або бездіяльність, спрямована до підриву промисловості, транспорту, сільського господарства, грошової системи, торгівлі або інших галузей народного господарства, а так само діяльності державних органів чи громадських організацій з метою ослаблення Радянської держави, якщо це діяння вчинено шляхом використання державних чи громадських підприємств, установ, організацій або шляхом протидіяння їх нормальній роботі». Каралося позбавленням волі на термін від 8 до 15 років з конфіскацією майна або засланням на термін до 5 років.
У Кримінальному кодексі стаття «Шкідництво» з'явилася тільки в 1960 році, хоча поняття шкідництва було відоме задовго до того, з 1920-х років. Спершу слово «шкідник» означало виключно тварин, які завдають шкоди сільському господарству. В 1925 році в газеті «Правда» вийшов нарис «Шкідники» (рос. Вредители) про людей — «шкідників радянської сільської громадськості». В статті йшлося про тих, хто вдають із себе прибічників радянської влади, проте здійснюють антирадянську діяльність. Надалі шкідництво згадувалося в пресі, означаючи частіше проступок, недбальство чи зловживання становищем, але до кінця 1920-х під ним стали розумітися дії, свідомо спрямовані проти Радянського союзу. Велике поширення поняття шкідництва отримало після Шахтинської справи 1928 року.
Поняття шкідництва широко застосовувалося для обґрунтування й виправдання репресій та інших злочинів антинародного комуністичного режиму. Шкідництво слугувало частим виправданням зривів планів, криз і невдач у економіці.
«Шкідників» спершу карали за статтею 58.7 «Контрреволюційна діяльність» Кримінального кодексу, прийнятою в 1926 році: «протидія нормальній діяльності держустанов та підприємств або відповідне використання їх для руйнування та підриву державної промисловості, торгівлі та транспорту з контрреволюційною метою». Такі справи розглядала Судова колегія ОДПУ. Покаранням за важкі злочини слугували розстріл і конфіскація майна, або позбавлення волі терміном на 5 і більше років (за пом'якшувальних обставин). У випадку менших злочинів, як-от свідоме невиконання посадових обов'язків — позбавлення волі терміном від 6 місяців. Сам термін «шкідництво» вперше з'явився в Кримінальному кодексі лише в 1938 році.
Окрема стаття «Шкідництво» запроваджена в 1960 році в формулюванні, майже ідентичному тому, що було в статті 58.7 після правок 1927 року. Деякі злочини та деталі були винесені в інші статті чи вилучені. Головними жертвами справ про шкідництво були висококваліфіковані спеціалісти, науковці та інженери. Їх засудження до позбавлення волі дозволяло експлуатувати їхню працю в так званих шарашках.
У Кримінальному кодексі Росії стаття «Шкідництво» відсутня з 1992 року. Проте КПРФ пропонувала повернути її до Кримінального кодексу в 2015 році.
З Кримінального кодексу України стаття «Шкідництво» вилучена 17 червня 1992 року.

## У Третьому Рейху

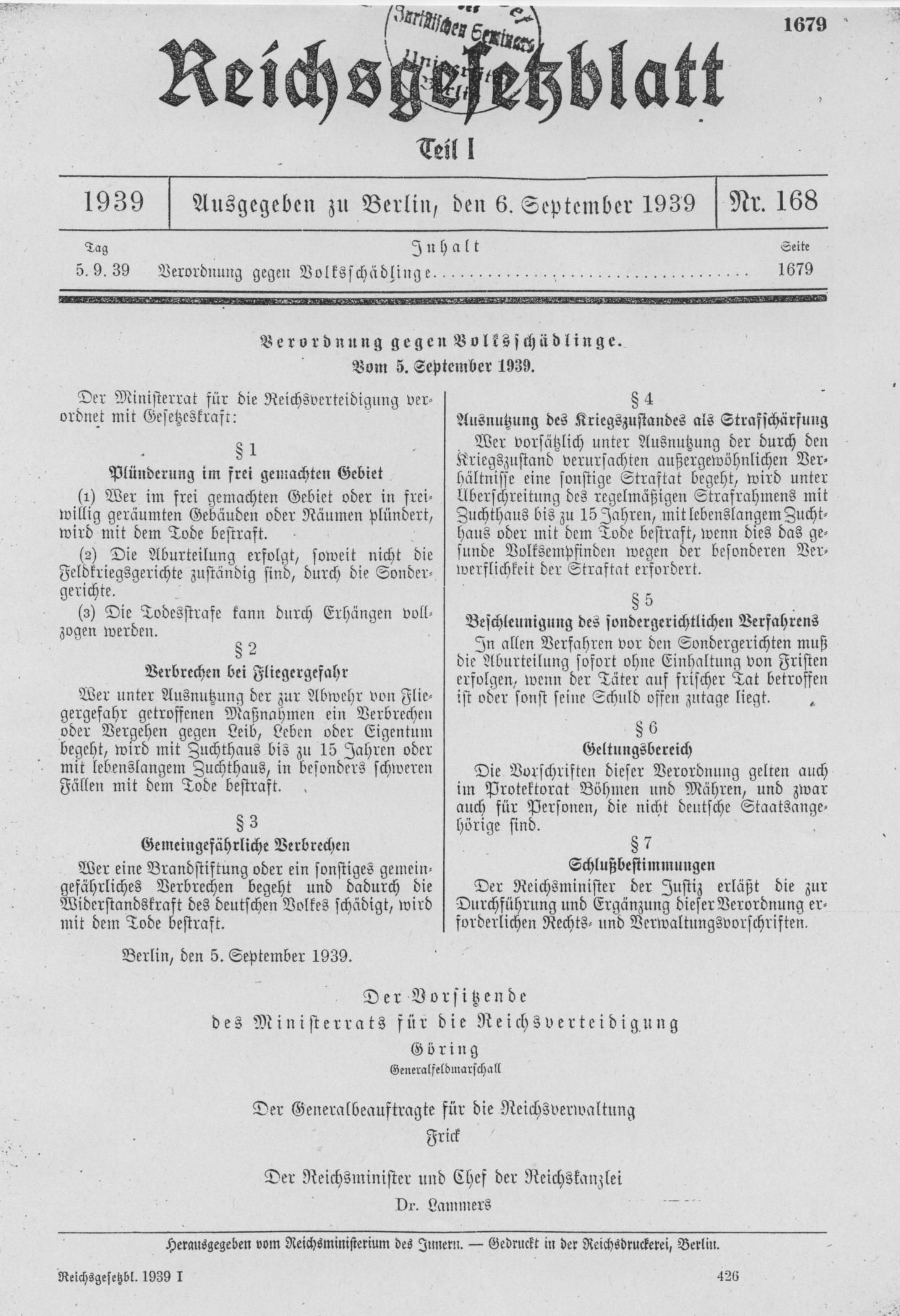
Закон Третього Рейху проти «шкідників» від 5 вересня 1939 р.

У нацистській Німеччині існувало аналогічне поняття та карне законодавство щодо «суспільних шкідників» (нім. Volksschädling).
У 1920-ті роки, в період боротьби НСДАП за владу, «шкідниками» в нацистській пропаганді звалися «лихварі та спекулянти». Потім вжиток цього терміна поширили на «зрадників держави». А з 1930 року ввели це поняття в законодавство.
«Шкідниками» досить «пластично» вважалися:
1. злодії
2. грабіжники та мародери
3. саботажники
4. диверсанти

Зміст поняття «шкідник», яке в законодавстві не було однозначно описано, протягом юридичної практики постійно й екстенсивно розширювався. Так, наприклад,  За свідченням відомого німецького філолога й дослідника тоталітарної мови Третього Рейху Віктора Клемперера, в березні 1945 йому навіть трапилася група військових поліцаїв у нарукавних пов'язках з надписом «Винищувач шкідників».
Згідно з Декретом проти суспільних ворогів (нім. Volksschädlingsverordnung) від 5 вересня 1939 року, особа могла бути засуджена до смертної кари на тій підставі, що її звинувачено в використанні обставин воєнного часу для вчинення злочину, і що «розумний народний суд» вимагав засудити особу до страти. Крім таких вчинків, як грабунки та зґвалтування, сюди зараховувалися поширення ворожих повідомлень і «воєнні економічні злочини»: незаконна торгівля, незаконний забій тварин або накопичення їжі. Наприкінці Другої світової війни поняття «шкідники» найчастіше використовувалось для позначення дезертирів і солдатів, які скоїли самокаліцтво з метою уникнути участі в бою.